# 叶塞尼采
叶塞尼采是奥地利蒂罗尔州利恩茨县的一个市镇。总面积99平方公里，总人口2000人，人口密度20.2人/平方公里（2005年）。